# Kanmaki
Kanmaki (japanska: 上牧町?, Kanmaki-chō), även transkriberat Kammaki, är en landskommun (köping) i Nara prefektur i Japan.  